# دارسي دالاس
دارسي دالاس هو لاعب هوكي جليد كندي، ولد في 2 أكتوبر 1972 في Olds, Alberta ‏ في كندا.

## وصلات خارجية
- دارسي دالاس على موقع دوري الهوكي الوطني (الإنجليزية)
- دارسي دالاس على موقع EliteProspects.com (الإنجليزية)
- دارسي دالاس على موقع HockeyDB.com (الإنجليزية)